# Cantón de Dampierre-sur-Salon
El  Cantón de Dampierre-sur-Salon  es una división administrativa francesa, situada en el departamento de Alto Saona y la región Franco Condado.

## Geografía
Este cantón está organizado alrededor de Cantón de Dampierre-sur-Salon en el distrito de Vesoul. Su altitud varía de 191 m (Autet) a 337 m (Confracourt) con una altitud media de 232 m.

## Composición
Cantón de Dampierre-sur-Salon agrupa 29 comunas:
- Achey
- Autet
- Brotte-lès-Ray
- Confracourt
- Dampierre-sur-Salon
- Delain
- Denèvre
- Fédry
- Ferrières-lès-Ray
- Fleurey-lès-Lavoncourt
- Francourt
- Grandecourt
- Lavoncourt
- Membrey
- Montot
- Mont-Saint-Léger
- Ray-sur-Saône
- Recologne
- Renaucourt
- Roche-et-Raucourt
- Savoyeux
- Theuley
- Tincey-et-Pontrebeau
- Vaite
- Vanne
- Vauconcourt-Nervezain
- Vereux
- Villers-Vaudey
- Volon

## Demografía
| 4961 | 5609 | 5391 | 5221 | 5076 | 4847 |
| Para los censos de 1962 a 1999 la población legal corresponde a la población sin duplicidades (Fuente: INSEE [Consultar]) |      |      |      |      |      |